# Candies
Candies (キャンディーズ, Kyandīzu) bylo japonské idolové trio, které vzniklo v roce 1973. Tvořily jej tři dívky – Ran Itō,Yoshiko "Sue" Tanaka a Miki Fujimura. Skupina byla populární převážně mezi mladými Japonci.

## Historie
Trio vzniklo v roce 1973. Vydali několik písní a proslavili se především mezi mladými Japonci. Trio bylo přirovnáváno ke skupině Pink Lady.
Největší popularitu zaznamenali v roce 1977.
Aktivita skupiny ustávala, protože se její členky začínaly zaměřovat na jiné projekty a herectví. Skupina oficiálně zanikla v roce 1978.
V roce 2008 se plánovalo reunionové turné, které mělo oslavit 35 let od jejich debutu a 30 let od jejich velkolepého rozlučkového koncertu. Turné se nikdy neuskutečnilo.
Yoshiko "Sue" Tanaka zemřela v dubnu 2011 na rakovinu prsu. Zbylé zpěvačky pronesly smuteční řeč na jejím pohřbu.
V roce 2019 se Ran Itō vydala na sólovou dráhu.

## Diskografie
- Anata ni Muchū: Uchiki na Candies (1973)
- Abunai Doyōbi: Candies no Sekai (1974)
- Namida no Kisetsu (1974)
- Toshishita no Otokonoko (1975)
- Sono Ki ni Sasenaide (1975)
- Haru Ichiban (1976)
- Natsu ga Kita! (1976)
- Candies 1½: Yasashii Akuma (1977)
- Candy Label (1977)
- Sōshunfu (1978)